# NGC 3923
NGC 3923 è una galassia della costellazione Idra di forma ellittica. Le sue dimensioni sono medie (5,9 x 3,9 primi d'arco) e ha una magnitudine 10. NGC 3923 si caratterizza per le diffuse emissioni di raggi X ed è classificata E4 + nella sequenza di Hubble. 
Questa galassia è la più luminosa tra le componenti dell'omonimo gruppo di galassie composto anche da NGC 3904, NGC 4105 e NGC 4106. È calcolato che la sua velocità sia di 1739 km/s.